# Castor 1 (człon rakiety)
Castor 1 – amerykański człon rakiet nośnych rodzin Delta, Scout i Thor, stosowany także w rakietach sondażowych. Jego konstrukcja wywodzi się z taktycznych rakiet Sergeant. Używany głównie w latach 60. XX wieku. Spalał stały materiał pędny – człon był jednocześnie komorą paliwową silnika. Użyty około 586 razy.